# Wimbledon Championships 1996
Die 110. Wimbledon Championships fanden vom 24. Juni bis zum 7. Juli in London statt. Ausrichter war der All England Lawn Tennis and Croquet Club.

## Herreneinzel

### Setzliste
| Nr. | Spieler            | Erreichte Runde |
| --- | ------------------ | --------------- |
| 01. | Pete Sampras       | Viertelfinale   |
| 02. | Boris Becker       | 3. Runde        |
| 03. | Andre Agassi       | 1. Runde        |
| 04. | Goran Ivanišević   | Viertelfinale   |
| 05. | Jewgeni Kafelnikow | 1. Runde        |
| 06. | Michael Chang      | 1. Runde        |
| 07. | Thomas Muster      | Rückzug         |
| 08. | Jim Courier        | 1. Runde        |
| 09. | Thomas Enqvist     | 2. Runde        |

| Nr. | Spieler          | Erreichte Runde |
| --- | ---------------- | --------------- |
| 10. | Michael Stich    | Achtelfinale    |
| 11. | Wayne Ferreira   | 3. Runde        |
| 12. | Stefan Edberg    | 2. Runde        |
| 13. | Todd Martin      | Halbfinale      |
| 14. | Marc Rosset      | 3. Runde        |
| 15. | Arnaud Boetsch   | 1. Runde        |
| 16. | Cédric Pioline   | Achtelfinale    |
| 17. | Richard Krajicek | Sieg            |

## Dameneinzel

### Setzliste
| Nr. | Spielerin               | Erreichte Runde |
| --- | ----------------------- | --------------- |
| 01. | Steffi Graf             | Sieg            |
| 02. | Monica Seles            | 2. Runde        |
| 03. | Conchita Martínez       | Achtelfinale    |
| 04. | Arantxa Sánchez Vicario | Finale          |
| 05. | Anke Huber              | 3. Runde        |
| 06. | Jana Novotná            | Viertelfinale   |
| 07. | Iva Majoli              | Rückzug         |
| 08. | Lindsay Davenport       | 2. Runde        |
| 09. | Mary Joe Fernández      | Viertelfinale   |

| Nr. | Spielerin               | Erreichte Runde |
| --- | ----------------------- | --------------- |
| 10. | Magdalena Maleewa       | 2. Runde        |
| 11. | Brenda Schultz-McCarthy | 3. Runde        |
| 12. | Kimiko Date             | Halbfinale      |
| 13. | Mary Pierce             | Viertelfinale   |
| 14. | Amanda Coetzer          | 2. Runde        |
| 15. | Irina Spîrlea           | 2. Runde        |
| 16. | Martina Hingis          | Achtelfinale    |
| 17. | Karina Habšudová        | 1. Runde        |

## Herrendoppel

### Setzliste
| Nr. | Paarung                            | Erreichte Runde |
| --- | ---------------------------------- | --------------- |
| 01. | Mark Woodforde Todd Woodbridge     | Sieg            |
| 02. | Mark Knowles Daniel Nestor         | Achtelfinale    |
| 03. | Byron Black Grant Connell          | Finale          |
| 04. | Guy Forget Jakob Hlasek            | Viertelfinale   |
| 05. | Patrick Galbraith Andrei Olchowski | Achtelfinale    |
| 06. | Jacco Eltingh Paul Haarhuis        | 1. Runde        |
| 07. | Sébastien Lareau Alex O’Brien      | Achtelfinale    |
| 08. | Ellis Ferreira Jan Siemerink       | Halbfinale      |

| Nr. | Paarung                                | Erreichte Runde |
| --- | -------------------------------------- | --------------- |
| 09. | Libor Pimek Byron Talbot               | 1. Runde        |
| 10. | Jonas Björkman Nicklas Kulti           | Viertelfinale   |
| 11. | Mark Philippoussis Patrick Rafter      | Halbfinale      |
| 12. | Tomás Carbonell Francisco Roig         | 2. Runde        |
| 13. | Marc-Kevin Goellner Jewgeni Kafelnikow | Achtelfinale    |
| 14. | Jared Palmer Jonathan Stark            | 2. Runde        |
| 15. | Jiří Novák David Rikl                  | 2. Runde        |
| 16. | Hendrik Jan Davids Cyril Suk           | 2. Runde        |

## Damendoppel

### Setzliste
| Nr. | Paarung                              | Erreichte Runde |
| --- | ------------------------------------ | --------------- |
| 01. | Jana Novotná Arantxa Sánchez Vicario | Viertelfinale   |
| 02. | Gigi Fernández Natallja Swerawa      | Halbfinale      |
| 03. | Lindsay Davenport Mary Joe Fernández | Viertelfinale   |
| 04. | Meredith McGrath Larisa Neiland      | Finale          |
| 05. |                                      |                 |
| 06. | Nicole Arendt Manon Bollegraf        | Achtelfinale    |
| 07. | Lori McNeil Nathalie Tauziat         | 2. Runde        |
| 08. | Martina Hingis Helena Suková         | Sieg            |
| 09. | Lisa Raymond Rennae Stubbs           | Achtelfinale    |

| Nr. | Paarung                                  | Erreichte Runde |
| --- | ---------------------------------------- | --------------- |
| 10. | Katrina Adams Mariaan de Swardt          | Viertelfinale   |
| 11. | Kristie Boogert Irina Spîrlea            | Achtelfinale    |
| 12. | Yayuk Basuki Caroline Vis                | Viertelfinale   |
| 13. | Conchita Martínez Patricia Tarabini      | Achtelfinale    |
| 14. | Alexia Dechaume-Balleret Sandrine Testud | Achtelfinale    |
| 15. | Elizabeth Smylie Linda Wild              | Halbfinale      |
| 16. | Nicole Bradtke Rachel McQuillan          | Achtelfinale    |
| 17. | Laura Golarsa Kristine Radford           | 1. Runde        |

## Mixed

### Setzliste
| Nr. | Paarung                            | Erreichte Runde |
| --- | ---------------------------------- | --------------- |
| 01. | Larisa Neiland Mark Woodforde      | Finale          |
| 02. | Lindsay Davenport Grant Connell    | Halbfinale      |
| 03. | Lisa Raymond Mark Knowles          | 1. Runde        |
| 04. | Manon Bollegraf Rick Leach         | 1. Runde        |
| 05. | Martina Navratilova Jonathan Stark | Viertelfinale   |
| 06. |                                    | Rückzug         |
| 07. | Helena Suková Cyril Suk            | Sieg            |
| 08. | Pam Shriver Patrick Galbraith      | Viertelfinale   |

| Nr. | Paarung                          | Erreichte Runde |
| --- | -------------------------------- | --------------- |
| 09. | Mariaan de Swardt Ellis Ferreira | 1. Runde        |
| 10. | Kristie Boogert Andrei Olchowski | 2. Runde        |
| 11. | Katrina Adams Libor Pimek        | 1. Runde        |
| 12. | Lori McNeil Mark Keil            | Achtelfinale    |
| 13. | Linda Wild Jim Grabb             | 2. Runde        |
| 14. | Caroline Vis Byron Talbot        | 1. Runde        |
| 15. | Steffi Graf Heinz Günthardt      | 2. Runde        |
| 16. |                                  | Rückzug         |